# São Manuel (kommun)
São Manuel är en kommun i Brasilien.   Den ligger i delstaten São Paulo, i den södra delen av landet, 800 km söder om huvudstaden Brasília. Antalet invånare är 38 390.
Följande samhällen finns i São Manuel:
- São Manuel

Runt São Manuel är det i huvudsak tätbebyggt. Runt São Manuel är det ganska tätbefolkat, med 65 invånare per kvadratkilometer.